# Ginny et Georgia
Ginny et Georgia (Ginny and Georgia) est une série télévisée américaine créée par Sarah Lampert et diffusée depuis le 24 février 2021 sur Netflix.

## Synopsis
Georgia et ses enfants Ginny et Austin viennent s'installer dans le Massachusetts. Le riche mari de Georgia, Kenneth, vient de mourir dans un accident de voiture, la laissant seule héritière, (bien que l'héritage soit compromis par une rivale).
Georgia a deux enfants : Virginia « Ginny » 15 ans, qu'elle a eu lorsqu'elle-même avait 15 ans et Austin, 9 ans.
Dès son arrivée à Wellsbury, Georgia s'intéresse aussitôt au maire de la ville, Paul Randolph, plutôt charismatique et obtient un poste à la mairie.
De son côté, Ginny découvre les bons comme les mauvais côtés de l'adolescence : Ginny se trouve une amie à Wellsbury, Maxine "Max" avec qui elle forme un groupe d'amies MANG avec Abigail "Abby" et Norah . Elle se découvre une attirance envers le frère jumeau de cette dernière, Marcus en parallèle de son histoire d'amour « au grand jour » avec son petit ami au lycée. Cependant, au fil du temps le sombre passé de Georgia finira par les rattraper et créera peu à peu un fossé entre les deux femmes.

## Distribution

### Acteurs principaux
- Brianne Howey (VF : Ludivine Maffren) : Mary « Georgia » Miller
- Nikki Roumel (VF : Claire Baradat) (1re voix, saisons 1 et 2), puis Clara Quilichini (2e voix, saison 3) : Georgia Miller, adolescente
- Antonia Gentry (VF : Camille Timmerman) : Virginia « Ginny » Miller
- Diesel La Torraca (VF : Cécile Gatto) : Austin Miller
- Jennifer Robertson (VF : Isabelle Desplantes) : Ellen Baker
- Felix Mallard (VF : Gauthier Battoue) : Marcus Baker
- Sara Waisglass (VF : Léopoldine Serre) : Maxine « Max » Baker
- Scott Porter (VF : Damien Ferrette) : le maire Paul Randolph
- Raymond Ablack (VF : Benjamin Gasquet) : Joe
- Katie Douglas (VF : Sara Chambin) : Abigail « Abby » Littman (récurrente saison 1, depuis la saison 2)
- Chelsea Clark (VF : Valérie Bachère) : Norah (récurrente saison 1, depuis la saison 2)
- Nathan Mitchell (VF : Mike Fédée) : Zion Miller, le père de Ginny (récurrent saison 1 et 2, depuis la saison 3)

### Acteurs secondaires
- Mason Temple (VF : Martin Faliu) : Hunter Chen
- Jonathan Potts (VF : Yann Guillemot) : M. Gitten, le professeur de littérature anglaise du lycée
- Sabrina Grdevich (VF : Brigitte Aubry) : Cynthia Fuller, l'agente immobilière et mère de famille
- Alisen Down (VF : Aurélie Fournier) : Bev
- Colton Gobbo (VF : Baptiste Mège) : Jordan, le petit ami de Norah
- Connor Laidman[2] (VF : Clara Soares) : Zach, le fils de Cynthia
- Devyn Nekoda (VF : Clara Quilichini) : Riley
- Kyle Bary (VF : Mike Fédée) : Zion Miller, adolescent
- Karen LeBlanc (VF : Virginie Emane) : Lynette Miller, la mère de Zion
- Zarrin Darnell-Martin (VF : Marie Bouvet) : Dr Lily, la psy de Ginny
- Rebecca Ablack (VF : Clara Soares) : Padma, l'ex-petite amie de Marcus
- Tyssen Smith (VF : Maxime Hoareau) : Brodie
- Daniel Beirne (VF : Pascal Nowak) : Nick, l'assistant du maire
- Humberly González (VF : Marion Gress) : Sophie Sanchez
- Alex Mallari Jr. (VF : Vincent Bonnasseau) : Gabriel Cordova, un détective privé qui enquête sur le passé de Georgia
- Damian Romeo (VF : Aurélien Raynal) : Matt Press
- Chris Kenopic : Clint Baker, le mari d'Ellen, père de Max et Marcus
- Kelly McCormack (VF : Marie Tirmont) : Maddie, la demi-sœur de Georgia
- Tameka Griffiths (VF : Aurélie Konaté) : Bracia
- Agape Mngomezulu (VF : Nathan Mansuy): Bryon, le petit ami de Bracia
- Sydney Kuhne (VF : Élise Vigné) : Stacy, l'amie de Bracia et Ginny
- Jacintha Braithwaite (VF : Meaghan Dendrael) : Jackie, l'amie de Bracia et Ginny
- Aaron Ashmore (VF : Stéphane Pouplard) : Gil Timmins, ex de Georgia et père d'Austin (saison 2)
- Ben Caldwell (VF : Sébastien Baulain) : Gil Timmins adolescent (saison 2)
- Romi Shraiter (VF : Diane Kristanek) : Samantha, une fille du groupe d'amis d'Hunter
- Vinessa Antoine (VF : Pascale Mompez) : Simone, la copine de Zion (saison 2)
Version française
  - Société de doublage : Lylo Media Group
  - Direction artistique : Charlotte Correa
  - Adaptation française : Géraldine Godiet, Jennifer Grossi, Joséphine Landais, Justine Rouzé, Pierre Michel

 Source et légende : version française (VF) sur RS Doublage et cartons télévisés du doublage français.

## Production

### Développement
La plate-forme Netflix commande la série à l'été 2019. Une deuxième saison est annoncée lors de la sortie de la première saison.
En mai 2023, la série est renouvelée pour une troisième et quatrième saisons.

### Attribution des rôles
La distribution offre son premier grand rôle à une jeune débutante (Ginny), l'autre rôle du titre revient à Brianne Howey, vue dans The Passage, et les autres rôles principaux sont attribués à Scott Porter de Hart of Dixie, Jennifer Robertson de Bienvenue à Schitt's Creek, Felix Mallard de Happy Together et Sara Waisglass de Degrassi : La Nouvelle Promo.
Le 28 janvier 2022, il a été rapporté qu'Aaron Ashmore rejoignait le casting dans un rôle récurrent pour la deuxième saison.

### Tournage
La première saison est tournée à Toronto au Canada, dans les studios TriBro, et en Ontario dans la ville de Cobourg, du 14 août 2019 au 10 décembre 2019. La deuxième saison est tournée du 29 novembre 2021 au 23 avril 2022 au Canada également.

### Diffusion
La première saison sort sur Netflix le 24 février 2021. Le 19 avril 2021, Netflix a annoncé que 52 millions d'abonnés ont regardé la première saison de la série pendant les 28 premiers jours après sa sortie.
La deuxième saison est mise en ligne le 5 janvier 2023.
La mise en ligne de la troisième saison a lieu le 5 juin 2025.

## Épisodes

### Première saison (2021)
1. Pilote (Pilot)
2. C'est un visage, pas un masque (It's a Face Not a Mask)
3. Un truc de gros richards (Next Level Rich People Shit)
4. Lydia Bennett est 100 % féministe (Lydia Bennett is Hundo a Feminist)
5. Bouh, meuf (Boo, Bitch)
6. Je vais craquer (I'm Triggered)
7. Joyeux 16 ans, sale gosse (Happy Sweet Sixteen, Jerk)
8. Entrer dans une case ou dans l'autre (Check One, Check Other)
9. Pas facile, l'amour (Feelings Are Hard)
10. La pire trahison depuis Jordyn et Kylie Jenner (The Worst Betrayal Since Jordyn and Kylie)

### Deuxième saison (2023)
1. Contente de vous revoir, pétasses ! (Welcome Back, Bitches!)
2. Pourquoi il faut toujours que tout soit aussi compliqué ? (Why Does Everything Have to Be So Terrible, All the Time, Forever?)
3. À quoi tu joues, ma petite Ginny ? (What Are You Playing at, Little Girl?)
4. Joyeux mon anniversaire à vous ! (Happy My Birthday to You)
5. Ces latkes, c'est une vraie tuerie ! (Latkes Are Lit)
6. Ginny & Georgia : un Noël très spécial (A Very Merry Ginny & Georgia Christmas Special)
7. Une sérénade de fou (Let Us Serenade the Sh*t Out of You)
8. Écoutez les ténèbres s'approcher… (Hark! Darkness Descends!)
9. Massacrer ce type (Kill Gil)
10. Je suis pas Cendrillon (I'm No Cinderella)

### Troisième saison (2025)
1. Ça mérite même pas un podcast (This Wouldn't Even Be a Podcast)
2. Ça bipe, ça bipe (Beep Beep Freaking Beep)
3. On peut danser entre amis (Friends Can Dance)
4. Revoilà la garce (The Bitch Is Back)
5. Et boum, tout fout le camp (Boom Goes the Dynamite)
6. Au moins, ça peut pas être pire (At Least It Can't Get Worse)
7. C'est ouf (That's Wild)
8. Bon appétit (Is That a Packed Lunch?)
9. C'est l'heure de mon solo (It's Time for My Solo)
10. Des monstres (Monsters)